# Социальный конструкционизм
Социальный конструкционизм — социологическая теория познания, развитая Питером Бергером и Томасом Лукманом в их книге «Социальное конструирование реальности. Трактат по социологии знания» (The Social Construction of Reality, 1966). По мнению ряда исследователей, социальный конструкционизм является одним из направлений конструктивизма (см. социальный конструктивизм). Целью социального конструкционизма является выявление путей, с помощью которых индивидуумы и группы людей принимают участие в создании воспринимаемой ими социальной реальности.

## Конструкционистский анализ социальной реальности
Социальный конструкционизм рассматривает процессы формирования людьми социальных феноменов. Одним из продуктов институализации социальных феноменов являются традиции. Конструируемая социальная реальность — перманентный, динамический процесс; реальность воспроизводится людьми в процессах её интерпретации ими и формулировки знаний о ней. Бергер и Лукман обосновывают идею о том, что любое знание, включая самые основополагающие представления о социальной реальности, образующие так называемый здравый смысл, происходит и поддерживается за счёт социальных интеракций.
В социальном взаимодействии люди исходят из предпосылки о схожести восприятий реальности, из «здравого смысла». Основывая свою активность на данном убеждении их общие представления и понимание реальности повседневной жизни воспроизводятся и закрепляются. Так как повседневные знания являются продуктом договорённости людей — социальной конвенции, то любые человеческие типологии и системы ценностей, социальные образования воспринимаются людьми как объективная реальность. Таким образом социальная реальность конструируется самими акторами.
Одной из задач социального конструкционизма является исследование тех процессов, посредством которых человек формирует, институализирует, постигает и интегрирует в традицию и социальные ценности социальные феномены. Поскольку социальные конструкты, как интерпретации реальности и объекты знания, не предзаданы от «природы», они должны постоянно поддерживаться и подтверждаться, чтобы существовать.
Согласно социальному конструкционизму, социальный конструкт является идеей, которая воспринимается как естественная и очевидная теми, кто принимает её. С точки зрения теории социальный конструкт и лежащая в его основе идея остаются изобретением или искусственно созданным культурным артефактом, принадлежащим определённой культуре или сообществу. Человек избирателен по отношению к социальным конструктам, принимая одни и отвергая другие. Существование социальных конструктов не определяется трансцендентной сущностью или природой. В то же время такое понимание социального конструкта не следует трактовать как радикальный антидетерминизм.
Социальный конструкционизм противопоставляется эссенциализму — представлению о том, что социальная реальность определяется внеисторическими и независящими от сознания человека сущностями.

## Социальный конструкционизм и социальный конструктивизм
Следует различать социальный конструкционизм и социальный конструктивизм. Социальный конструкционизм рассматривает динамику феномена относительно социального контекста, тогда как социальный конструктивизм изучает личностные процессы смыслополагания знания и опыта в социальном контексте. Поэтому социальный конструкционизм обычно рассматривается преимущественно как социологическая теория, тогда как социальный конструктивизм относят также и к психологическим концепциям. Как социологическая теория социальный конструкционизм склонен анализировать в качестве социальных конструкций прежде всего социальное действие и социальную активность как таковые. Социальный конструктивизм, основываясь на конструктивистской эпистемологии, акцентирует внимание на конструировании знания, языка и т. п. Несмотря на отличия, и социальный конструкционизм, и социальный конструктивизм являются комплементарными аспектами одного и того же процесса, посредством которого люди в обществе создают собственный культурный мир, а следовательно и самих себя.
Социальный конструкционизм Бергера и Лукмана восходит к философской феноменологии Мартина Хайдеггера и Эдмунда Гуссерля. С социологическими аспектами феноменологического учения Бергер ознакомился во время докторского исследования, научным руководителем которого был основоположник феноменологической социологии Альфред Шюц.
На протяжении 1970-х и 1980-х годов происходит трансформация социального конструкционизма под влиянием Мишеля Фуко. Фуко и его последователи осуществили «нарративный поворот» в общественных науках. Это, в частности, оказало влияние на формирующуюся социологию научного знания и растущую сферу науковедения и изучения технологии (в английской терминологии — Science and Technology Studies, STS). Внутри самого социального конструкционизма есть разные течения, отклоняющиеся либо в сторону либерального конструкционизма (в духе Ю. Хабермаса полагающих, что в «идеальной речевой ситуации» сила вообще может быть исключена из взаимодействий в мировой политике), либо в направлении реалистского конструкционизма, который исходит из тезиса Мишеля Фуко, что некая форма силы всегда присутствует в любых условиях, включая и анархическую международную систему. Социальный конструкционизм всё же скорее склоняется в сторону либерального идеализма Канта и Хабермаса..
Карина Кнорр-Цетина (Karin Knorr Cetina), Бруно Латур, Барри Барнс (S. Barry Barnes), Стив Вулгар (Stephen Woolgar) использовали принципы и методологию социального конструкционизма для установления связи между тем, что в науках обычно называют объективными фактами, с процессами социального конструирования.

## Умеренный и радикальный конструкционизмы
Умеренный конструкционизм в отличие от радикального (строгого) конструкционизма предполагает в качестве основы социальных конструкций «грубые факты» (brute facts). Сёрль настаивает, «невозможно такое, как утверждают некоторые антиреалисты, что все факты являются институциональными, что не существует грубых фактов, невозможно постольку, поскольку анализ структуры институциональных фактов свидетельствует об их логической зависимости от грубых фактов. Предполагая, что все факты являются институциональными, мы оказываемся в бесконечном регрессе или замкнутом цикле при рассмотрении институциональных фактов. Чтобы какие-либо факты были институциональными, должны существовать какие-то грубые факты.»

## Теория социального конструирования технологии (SCOT)
Одним из направлений социального конструкционизма является теория социального конструирования технологии (Social construction of technology — SCOT). Идеи социального конструирования технологии нашли наиболее полное воплощение в работах голландского учёного Вибе Байкера (Wiebe Bijker) и британского социолога Тревора Пинча (Trevor Pinch) Теория социального конструирования технологии противопоставляет себя технологическому детерминизму.
Основатели теории социального конструирования технологии испытали влияние концепции строгой теории. Принцип симметрии, по их мнению, должен применяться и к социологическому и историческому исследованию развития технологий.